# 크라쿠프 자유시
독립적이며 완전 중립적인 크라쿠프 자유시(폴란드어: Wolne, Niepodległe i Ściśle Neutralne Miasto Kraków z Okręgiem 볼네 니에포들레글레 이 스치슬레 네우트랄네 미아스토 크라코프 즈 오크레기엠[*])는 1815년 3월 빈 회의의 결정에 따라 세워져 1846년 오스트리아 제국의 일부가 될 때까지 크라쿠프와 그 주변에 세워진 국가이다.

## 역사
이전에 폴란드의 대부분에 세워진 바르샤바 대공국은 나폴레옹의 위성 동맹국이기에 나폴레옹이 몰락하자 빈 회의의 결정에 따라 무너지고, 크라쿠프와 그 일대만이 독립하여 공화국이 세워졌다. 그러나 공화국의 힘은 약했고 급기야 1830년에서 1831년까지 11월 봉기로 공화국이 일시적으로 무너졌다. 이 봉기가 러시아 제국에 진압된 이후, 15년 동안 버티다 크라쿠프 봉기로 멸망하여 봉기의 진압 이후 오스트리아 제국의 일부이자 오스트리아 제국의 군주가 군주를 겸하는 갈리치아-로도메리아 왕국에 합병되었다.

## 같이 보기
- 갈리치아-로도메리아 왕국